# Eparchie Kolomyia
Die Eparchie Kolomyia (lateinisch Eparchia Kolomyiensis) ist eine in der Ukraine gelegene Eparchie der ukrainisch griechisch-katholischen Kirche mit Sitz in Kolomyja. Es umfasst den südlichen Teil der Oblast Iwano-Frankiwsk. Das Gebiet ist violett im linken Bereich der Karte unten (Südwestukraine) dargestellt.
Die Eparchie wurde am 20. April 1993 aus Gebietsabtretungen der Eparchie Iwano-Frankiwsk als Eparchie Kolomyia-Tscherniwzi errichtet. Am 12. September 2017 wurde das Gebiet der gleichzeitig errichteten Eparchie Tscherniwzi abgetrennt und die verbleibenden Gebiete in der Eparchie Kolomyia organisiert.

## Ordinarien

### Bischöfe von Kolomyia-Tscherniwzi
- Pavlo Wasylyk (20. April 1993–12. Dezember 2004)
- Wolodymyr Wijtyschyn (13. Mai 2002–12. Dezember 2004 Koadjutorbischof; 12. Dezember 2004–2. Juni 2005 Bischof)
- Mykola Simkaylo (2. Juni 2005–21. Mai 2013)
- Wassyl Iwassjuk (13. Februar 2014–12. September 2017)

### Bischof von Kolomyia
- Wassyl Iwassjuk (seit 12. September 2017)

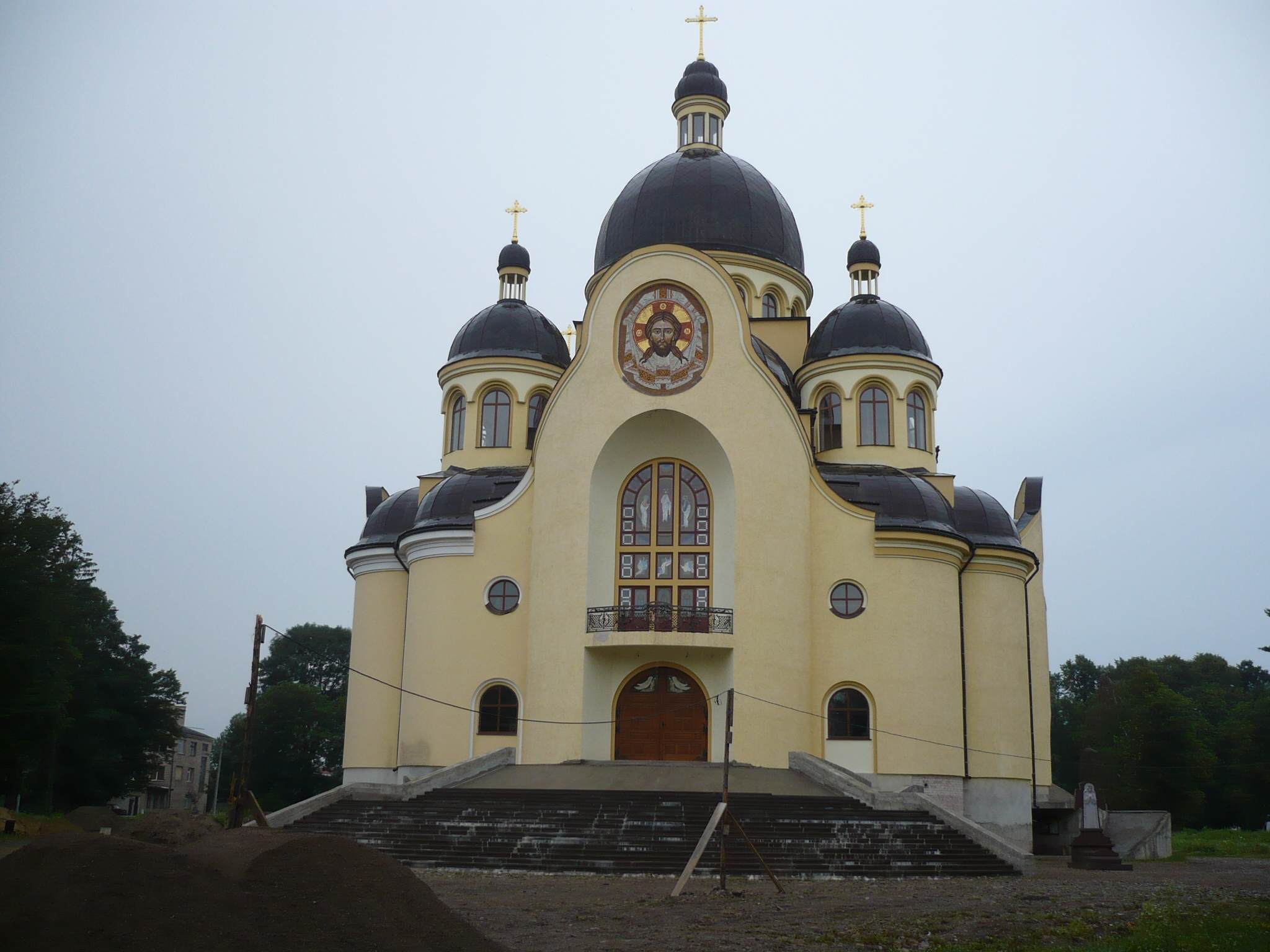
Kathedrale St. Michael

## Statistik
| Jahr | Bevölkerung | Bevölkerung | Bevölkerung | Priester     | Priester         | Priester       | Priester               | Ständige Diakone | Ordensleute  | Ordensleute      | Pfarreien |
| Jahr | Katholiken  | Einwohner   | %           | Gesamtanzahl | Diözesanpriester | Ordenspriester | Katholiken je Priester | Ständige Diakone | Ordensbrüder | Ordensschwestern |           |
| ---- | ----------- | ----------- | ----------- | ------------ | ---------------- | -------------- | ---------------------- | ---------------- | ------------ | ---------------- | --------- |
| 1999 | 501.176     | 1.450.000   | 34,6        | 181          | 178              | 3              | 2.768                  |                  | 3            |                  | 188       |
| 2000 | 240.960     | 1.384.500   | 17,4        | 189          | 187              | 2              | 1.274                  |                  | 2            |                  | 230       |
| 2001 | 240.960     | 1.384.500   | 17,4        | 188          | 186              | 2              | 1.281                  |                  | 2            |                  | 276       |
| 2002 | 240.900     | 1.384.500   | 17,4        | 192          | 189              | 3              | 1.254                  |                  | 3            |                  | 276       |
| 2003 | 240.400     | 1.384.000   | 17,4        | 199          | 196              | 3              | 1.208                  |                  | 3            |                  | 276       |
| 2004 | 240.000     | 1.384.000   | 17,3        | 215          | 211              | 4              | 1.116                  |                  | 4            |                  | 278       |
| 2006 | 240.000     | 1.384.000   | 17,3        | 208          | 205              | 3              | 1.153                  |                  | 20           | 28               | 279       |
| 2009 | 239.300     | 1.242.400   | 19,3        | 221          |                  | 221            | 1.082                  |                  | 3            | 36               | 279       |